# 2016 no futebol
Esta é a lista com os campeões de futebol dos principais campeonatos do mundo em 2016.

## América do Sul

### Nacionais
| País      | Campeão                                |
| --------- | -------------------------------------- |
| Argentina | Lanús (2º título)                      |
| Bolívia   | A – Sport Boys (1º título)             |
| Bolívia   | C – Jorge Wilstermann (13º título)     |
| Brasil    | Palmeiras (9º título)                  |
| Chile     | A – Colo-Colo (31º título)             |
| Chile     | C – Universidad Católica (11º título)  |
| Colômbia  | A – Independiente Medellín (6º título) |
| Colômbia  | C – Santa Fe (9º título)               |
| Equador   | Barcelona de Guayaquil (15º título)    |
| Paraguai  | A – Libertad (19º título)              |
| Paraguai  | C – Guaraní (11º título)               |
| Peru      | Sporting Cristal (18º título)          |
| Uruguai   | Peñarol (48º título)                   |
| Venezuela | Zamora (3º título)                     |

### Continentais
| Campeonato                        | Campeão                       |
| --------------------------------- | ----------------------------- |
| Copa Libertadores da América 2016 | Atlético Nacional (2º título) |
| Copa Sul-Americana 2016           | Chapecoense (1º título)       |
| Recopa Sul-Americana 2016         | River Plate (2º título)       |
| Copa Suruga Bank 2016             | Santa Fe (1º título)          |

## Europa

### Nacionais
| País                 | Campeão                         |
| -------------------- | ------------------------------- |
| Albânia              | Skënderbeu Korçë (7º título)    |
| Alemanha             | Bayern de Munique (25º título)  |
| Andorra              | FC Santa Coloma (10º título)    |
| Armênia              | Alashkert (1º título)           |
| Áustria              | Red Bull Salzburg (10º título)  |
| Azerbaijão           | Qarabağ (4º título)             |
| Belarus              | BATE Borisov (13º título)       |
| Bélgica              | Brugge (14º título)             |
| Bósnia e Herzegovina | Zrinjski Mostar (4º título)     |
| Bulgária             | Ludogorets Razgrad (5º título)  |
| Cazaquistão          | Astana (3º título)              |
| Chipre               | APOEL (25º título)              |
| Croácia              | Dínamo Zagreb (18º título)      |
| Dinamarca            | København (11º título)          |
| Escócia              | Celtic (47º título)             |
| Eslováquia           | Trenčín (2º título)             |
| Eslovênia            | Olímpia Liubliana (1º título)   |
| Espanha              | Barcelona (24º título)          |
| Estônia              | FCI Tallinn (1º título)         |
| Finlândia            | IFK Mariehamn (1º título)       |
| França               | Paris Saint-Germain (6º título) |
| Geórgia              | Dinamo Tbilisi (16º título)     |
| Geórgia              | Samtredia (1º título)           |
| Gibraltar            | Lincoln Red Imps (22º título)   |
| Grécia               | Olympiacos (43º título)         |
| Holanda              | PSV Eindhoven (23º título)      |
| Hungria              | Ferencváros (29º título)        |
| Ilhas Faroé          | Víkingur (1º título)            |
| Inglaterra           | Leicester (1º título)           |
| Irlanda              | Dundalk (12º título)            |
| Irlanda do Norte     | Crusaders (6º título)           |
| Islândia             | FH (8º título)                  |
| Israel               | Hapoel Be'er Sheva (3º título)  |
| Itália               | Juventus (32º título)           |
| Letônia              | Spartaks Jūrmala (1º título)    |
| Lituânia             | Žalgiris Vilnius (7º título)    |
| Luxemburgo           | Dudelange (12º título)          |
| Macedônia            | Vardar (9º título)              |
| Malta                | Valletta (23º título)           |
| Moldávia             | Sheriff Tiraspol (14º título)   |
| Montenegro           | Mladost Podgorica (1º título)   |
| Noruega              | Rosenborg (24º título)          |
| País de Gales        | The New Saints (10º título)     |
| Polônia              | Légia Varsóvia (11º título)     |
| Portugal             | Benfica (35º título)            |
| República Tcheca     | Viktoria Plzeň (4º título)      |
| Romênia              | Astra Giurgiu (1º título)       |
| Rússia               | CSKA Moscou (6º título)         |
| San Marino           | Tre Penne (3º título)           |
| Sérvia               | Estrela Vermelha (3º título)    |
| Suécia               | Malmö (22º título)              |
| Suíça[a]             | Basel (10º título)              |
| Turquia              | Beşiktaş (14º título)           |
| Ucrânia              | Dínamo de Kiev (15º título)     |

Notas
- A ^  Participam do campeonato equipes da Suíça e do país vizinho Liechtenstein.

### Continentais
| Campeonato                          | Período                                  | Campeão                  |
| ----------------------------------- | ---------------------------------------- | ------------------------ |
| Liga dos Campeões da UEFA (2015–16) | 30 de junho de 2015 a 28 de maio de 2016 | Real Madrid (11º título) |
| Liga Europa da UEFA (2015–16)       | 2 de julho de 2015 a 18 de maio de 2016  | Sevilla (5º título)      |
| Supercopa da UEFA de 2016           | 9 de agosto de 2016                      | Real Madrid (3º título)  |

## América do Norte (CONCACAF)

### Nacionais
| Pais                     | Campeão                        | Título | Último Título |
| ------------------------ | ------------------------------ | ------ | ------------- |
| Anguilha                 | Salsa Ballers                  | 1      | —             |
| Antígua e Barbuda        | Hoppers                        | 15     | 2014–15       |
| Barbados                 | UWI Blackbirds                 | 1      | —             |
| Belize                   | Belmopan Bandits               | 5      | 2014 Opening  |
| Belize                   | Belmopan Bandits               | 6      | 2016 Closing  |
| Bermudas                 | Dandy Town Hornets             | 8      | 2013–2014     |
| Bonaire                  | Atlétiko Flamingo              | 1      | –             |
| Costa Rica               | V – Herediano                  | 25     | Verano 2015   |
| Costa Rica               | I – Saprissa                   | 32     | 2015 Invierno |
| Cuba                     | FC Villa Clara                 | 14     | 2013          |
| Curaçao                  | RKSV Centro Dominguito         | 5      | 2015          |
| Dominica                 | Dublanc                        | 2      | 2005          |
| El Salvador              | CD Dragón                      | 3      | 1953          |
| El Salvador              | Alianza                        | 11     | 2015          |
| Estados Unidos e Canadá  | Seattle Sounders Football Club | 1      | —             |
| Guadalupe                | USR                            | 1      | —             |
| Guatemala                | CD Suchitepéquez               | 2      | 1983          |
| Honduras                 | Olimpia                        | 30     | Clausura 2015 |
| Ilhas Cayman             | Scholars International         | 10     | 2014–15       |
| Ilhas Virgens            | Sugar Boys                     | 1      | —             |
| Ilhas Virgens Britânicas | Islanders                      | 7      | 2014–15       |
| Jamaica                  | Montego Bay United             | 4      | 2013–14       |
| México                   | A Tigres                       | 12     | 2006 Apertura |
| México                   | Tigres                         | 6      | 2016 Apertura |
| Nicarágua                | Real Estelí                    | 14     | 2016 Apertura |
| Nicarágua                | Walter Ferretti                | 4      | 2015          |
| Panamá                   | Tauro                          | 13     | 2013 Apertura |
| Panamá                   | Chorrillo                      | 3      | 2014 Clausura |
| Suriname                 | Inter Moengotapoe              | 9      | 2015-16       |
| Trinidad e Tobago        | Central                        | 3      | 2015-16       |

### Continentais
| Campeonato                    | Campeão |
| ----------------------------- | ------- |
| Liga dos Campeões da CONCACAF | América |
| Campeonato de Clubes da CFU   | Cibao   |

## África (CAF)

### Nacionais
| País                           | Campeão                   | Título | Último Título |
| ------------------------------ | ------------------------- | ------ | ------------- |
| África do Sul                  | Mamelodi Sundowns         | 7      | 2013–14       |
| Angola                         | Primeiro de Agosto        | 1      | –             |
| Argélia                        | USM Alger                 | 8      | 2014–15       |
| Benin                          |                           |        |               |
| Botsuana                       | Township Rollers          | 13     | 2013–14       |
| Burkina Fasso                  | RCK                       | 2      | 2004–05       |
| Burundi                        | Vital'O                   | 20     | 2014–15       |
| Cabo Verde                     | CS Mindelense             | 12     | 2015          |
| Camarões                       | UMS de Loum               | 1      | –             |
| Chade                          | Gazelle FC                | 4      | 2015          |
| Comores                        | Ngaya Club                | 1      | —             |
| Congo                          | AC Léopards               | 5      | 2016          |
| Costa do Marfim                | AS Tanda                  | 2      | 2014-2015     |
| Djibouti                       | Djibouti Télécom          | 5      | 2014-2015     |
| Egíto                          | Al-Ahly                   | 38     | 2013–14       |
| Etiópia                        | Kedus Giorgis             | 28     | 2014-15       |
| Gabão                          | Mounana                   | 2      | 2011-12       |
| Gâmbia                         | Gambia Ports Authority    | 6      | 2009-10       |
| Gana                           | All Stars                 | 1      | —             |
| Guiné                          | Horoya AC                 | 14     | 2014–15       |
| Guiné-Bissau                   |                           |        |               |
| Guiné Equatorial               | Sony de Elá Nguema        | 16     | 2014          |
| Ilhas Maurício                 |                           |        |               |
| Lesoto                         | Lioli                     | 5      | 2014-15       |
| Libéria                        | Barrack Young Controllers | 3      | 2014          |
| Madagascar                     | CNaPS Sports              | 5      | 2015          |
| Malauí                         |                           |        |               |
| Mali                           | Stade Malien              | 21     | 2014–15       |
| Marrocos                       | FUS Rabat                 | 14     | 2014–15       |
| Mauritânia                     | FC Tevragh-Zeina          | 3      | 2014–15       |
| Moçambique                     | Ferroviário Beira         | 1      | –             |
| Niger                          | AS FAN                    | 4      | 2010          |
| Nigéria                        | Enugu Rangers             | 7      | 1984          |
| Quênia                         |                           |        |               |
| República Centro-Africana      | DFC 8                     | 3      | 2011          |
| República Democrática do Congo | TP Mazembe                | 15     | 2013–14       |
| Ruanda                         | APR FC                    | 16     | 2014–15       |
| São Tomé e Príncipe            |                           |        |               |
| Senegal                        | AS Gorée                  | 4      | 1983–84       |
| Seychelles                     | St Michel United FC       | 14     | 2015          |
| Suazilândia                    | Royal Leopards            | 6      | 2014–15       |
| Sudão                          | Al-Hilal                  | 26     | 2014          |
| Somália                        | Banadir                   | 6      | 2013–14       |
| Sudão do Sul                   |                           |        |               |
| Tanzânia                       | Young Africans            | 21     | 2014–15       |
| Togo                           |                           |        |               |
| Tunísia                        | Étoile du Sahel           | 10     | 2006–07       |
| Uganda                         | KCCA                      | 11     | 2014          |
| Zâmbia                         | Zanaco                    | 7      | 2012          |
| Zimbabuê                       | CAPS United               | 5      | 2005          |

### Continentais
| Campeonato                    | Campeão           |
| ----------------------------- | ----------------- |
| Liga dos Campeões da CAF      | Mamelodi Sundowns |
| Copa das Confederações da CAF | TP Mazembe        |
| Supercopa Africana            | TP Mazembe        |

## Ásia (AFC)

### Nacionais
| País            | Campeão              | Título | Último Título |
| --------------- | -------------------- | ------ | ------------- |
| Arábia Saudita  | Al-Ahli              | 3      | 1983–84       |
| Austrália       | Adelaide United      | 1      | —             |
| Afeganistão     | Shaheen Asmayee      | 3      | 2014          |
| Bahrain         | Al Hadden            | 1      | —             |
| Bangladesh      | Dhaka Abahani Ltd.   | 5      | 2012          |
| Brunei          | MS ABDB              | 2      | 2015          |
| Butão           | Thimphu City         | 1      | —             |
| Camboja         | Boeung Ket           | 2      | 2012          |
| Singapura       | Albirex Niigata (S)  | 1      | —             |
| R. P. da China  | Guangzhou Evergrande | 6      | 2015          |
| Coreia do Sul   | FC Seoul             | 6      | 2012          |
| Emirados Árabes | Al Ahli Dubai        | 7      | 2013–14       |
| Filipínas       | Global FC            | 3      | 2014          |
| Guam            | Rovers               | 3      | 2014–15       |
| Hong Kong       | Eastern Sports Club  | 5      | 1994–95       |
| Índia           | Bengaluru FC         | 2      | 2013–14       |
| Indonésia       | Persipura Jayapura   | 1      | —             |
| Irã             | Esteghlal Khuzestan  | 1      | —             |
| Iraque          | Al-Zawra'a           | 13     | 2010–11       |
| Japão           | Kashima Antlers      | 8      | 2009          |
| Jordânia        | Al-Wehdat            | 15     | 2014–15       |
| Kuwait          | Qadsia               | 17     | 2013–14       |
| Laos            | Lanexang United      | 1      | —             |
| Líbano          | Al-Safa'             | 3      | 2012–13       |
| Macau           | Benfica de Macau     | 3      | 2015          |
| Malásia         | Johor Darul Ta'zim   | 3      | 2015          |
| Maldivas        | Maziya               | 1      | –             |
| Mongólia        | Erchim               | 10     | 2015          |
| Myanmar         | Yadanarbon           | 4      | 2014          |
| Omã             | Fanja                | 9      | 2011–12       |
| Palestine       | Shabab               | 3      | 1984–85       |
| Qatar           | Al-Rayyan            | 8      | 1994–95       |
| Quirguistão     | Alay Osh             | 3      | 2015          |
| Síria           | Al-Jaish             | 14     | 2014–15       |
| Sri Lanka       |                      |        |               |
| Tailândia       |                      |        |               |
| Taiwan          | Taiwan Power Company | 21     | 2014          |
| Timor Leste     | SLB Laulara          | 1      | —             |
| Tajiquistão     | Istiklol             | 5      | 2015          |
| Turcomenistão   | Altyn Asyr           | 3      | 2015          |
| Uzbequistão     | Lokomotiv Tashkent   | 1      | —             |
| Vietnã          | Hà Nội T&T           | 3      | 2013          |

### Continentais
| Campeonato               | Campeão                |
| ------------------------ | ---------------------- |
| Liga dos Campeões da AFC | Jeonbuk Hyundai Motors |
| Copa da AFC              | Al-Quwa Al-Jawiya      |

## Oceania (OFC)

### Nacionais
| País             | Campeão           | Título | Último Título |
| ---------------- | ----------------- | ------ | ------------- |
| Fiji             | Ba                | 20     | 2013          |
| Nova Zelândia    | Team Wellington   | 1      | —             |
| Papua Nova Guiné | Lae City Dwellers | 2      | 2015          |

### Continentais
| Campeonato                | Campeão       |
| ------------------------- | ------------- |
| Liga dos Campeões da OFC) | Auckland City |

## Mundial
| Mundial de Clubes da FIFA       | Mundial de Clubes da FIFA |
| ------------------------------- | ------------------------- |
| Real Madrid Campeão (5º título) |                           |